# Ronde van Italië 2013/Achtste etappe
De achtste etappe van de Ronde van Italië 2013 werd gereden op 11 mei. Het ging om een individuele tijdrit over 54,8 kilometer van Gabicce Mare naar Saltara. De individuele tijdrit werd gewonnen door de Brit Alex Dowsett. Het roze werd door de Italiaan Vincenzo Nibali overgenomen van de Spanjaard Beñat Intxausti.

## Verloop
De Australische Blanco renner Jack Bobridge begon als eerste aan de vijfenvijftig kilometer lange tijdrit. De Australiër eindigde uiteindelijk als 189e. Al vrij snel mocht de Brit Alex Dowsett aan de start verschijnen als 38e renner. Hij zette de klok meteen scherp en legde de afstand af in een tijd van één uur, zestien minuten en zevenentwintig seconden. De eerste die weer in de buurt kwam van de tijd van Dowsett was de Nederlander Stef Clement. Hij deed een ruime halve minuut meer over de vijfenvijftig kilometer. Vervolgens was het al vrij snel de beurt aan de Brit Bradley Wiggins. Van de klassementsrenners stond Wiggens het slechtst geklasseerd en moest als eerste vertrekken. In het eerste gedeelte van de koers kreeg Wiggins ook nog te maken met een fietswissel waardoor hij tijd verloor. In het laatste gedeelte van de tijdrit maakte hij dit echter goed en hij kwam op tien seconden van zijn landgenoot. De meeste andere renners beten zich stuk op de tijden van Dowsett en Wiggins. Tot de als een na laatst gestarte Italiaan Vincenzo Nibali een goede tijd klokte. Hij kwam niet aan de tijd van Dowsett, maar wist de schade te beperken door maar eenentwintig seconden toe te geven. De als laatst gestarte Spaanse rozetruidrager Beñat Intxausti verloor veel tijd. Hij eindigde op de 41e plek met een achterstand van vier minuten en twee seconden. Uiteindelijk wist niemand meer de tijd van Alex Dowsett te kloppen. Die won zo de tijdrit, op enkele seconden gevolgd door zijn landgenoot Bradley Wiggins en de Est Tanel Kangert. Die reed ongemerkt naar de derde tijd.
In het algemeen klassement verandert veel na de tijdrit. Rozetruidrager Beñat Intxausti verloor veel tijd en valt weg uit de top tien. Zijn leidende positie wordt overgenomen door de Italiaan Vincenzo Nibali. Hij wordt op een kleine halve minuut gevolgd door de Australiër Cadel Evans. De Nederlander Robert Gesink reed een goede tijdrit en stijgt zo naar de derde plaats in het algemeen klassement. Hij heeft een achterstand van één minuut en vijftien seconden op Nibali. De beste Belg is Francis De Greef. De Greef staat op een 35e plaats met een achterstand van zeven minuten en veertig seconden.
In het puntenklassement evenmin als in het bergklassement vielen punten te halen in de tijdrit. Het puntenklassement wordt daarom nog steeds aangevoerd door de Brit Mark Cavendish en de Italiaan Giovanni Visconti behoudt de leiding in het bergklassement. Door een sterke tijdrit van de Nederlander Wilco Kelderman neemt deze de leiding in het jongerenklassement over van de Pool Rafał Majka. In het ploegenklassement deed Astana goede zaken. Zij zijn de nieuwe leiders van het ploegenklassement. Ook het Nederlandse Blanco deed het goed. Ze staan nog steeds op de tweede plek.

## Uitslag
| Gabicce Mare - Saltara (54,8 km, ITT) |                  |                        |          |
| Plaats                                | Naam             | Ploeg                  | Tijd     |
| Winnaar                               | Alex Dowsett     | Team Movistar          | 1u16'27" |
| 2                                     | Bradley Wiggins  | Sky ProCycling         | + 10"    |
| 3                                     | Tanel Kangert    | Astana Pro Team        | + 14"    |
| 4                                     | Vincenzo Nibali  | Astana Pro Team        | + 21"    |
| 5                                     | Stef Clement     | Blanco Pro Cycling     | + 32"    |
| 6                                     | Luke Durbridge   | Orica-GreenEdge        | + 35"    |
| 7                                     | Cadel Evans      | BMC Racing Team        | + 39"    |
| 8                                     | Manuele Boaro    | Team Saxo-Tinkoff      | + 45"    |
| 9                                     | Sergio Henao     | Sky ProCycling         | + 53"    |
| 10                                    | Michele Scarponi | Lampre-Merida          | z.t.     |
|                                       |                  |                        |          |
| 26                                    | Julien Vermote   | Omega Pharma-Quickstep | + 2'59"  |

## Klassementen
| Algemeen klassement |                    |                           |           |
| Plaats              | Naam               | Ploeg                     | Tijd      |
| Roze trui           | Vincenzo Nibali    | Astana Pro Team           | 29u46'57" |
| 2                   | Cadel Evans        | BMC Racing Team           | + 29"     |
| 3                   | Robert Gesink      | Blanco Pro Cycling        | + 1'15"   |
| 4                   | Bradley Wiggins    | Sky ProCycling            | + 1'16"   |
| 5                   | Michele Scarponi   | Lampre-Merida             | + 1'24"   |
| 6                   | Ryder Hesjedal     | Garmin-Sharp              | + 2'05"   |
| 7                   | Sergio Henao       | Sky ProCycling            | + 2'11"   |
| 8                   | Mauro Santambrogio | Vini Fantini-Selle Italia | + 2'43"   |
| 9                   | Przemysław Niemiec | Lampre-Merida             | + 2'44"   |
| 10                  | Rigoberto Urán     | Sky ProCycling            | + 2'49"   |
|                     |                    |                           |           |
| 35                  | Francis De Greef   | Lotto-Belisol             | + 7'40"   |

| Puntenklassement |                |                             |        |
| Plaats           | Naam           | Ploeg                       | Punten |
| Rode trui        | Mark Cavendish | Omega Pharma-Quickstep      | 58     |
| 2                | Elia Viviani   | Cannondale Pro Cycling Team | 52     |
| 3                | Cadel Evans    | BMC Racing Team             | 49     |
|                  |                |                             |        |
| 26               | Pim Ligthart   | Vacansoleil-DCM             | 16     |
| 46               | Bert De Backer | Argos-Shimano               | 11     |

| Bergklassment |                   |                           |        |
| Plaats        | Naam              | Ploeg                     | Punten |
| Blauwe trui   | Giovanni Visconti | Team Movistar             | 14     |
| 2             | Emanuele Sella    | Androni Giocattoli        | 13     |
| 3             | Stefano Pirazzi   | Bardiani Valvole-CSF Inox | 12     |
|               |                   |                           |        |
| 6             | Willem Wauters    | Vacansoleil-DCM           | 9      |
| 15            | Pim Ligthart      | Vacansoleil-DCM           | 3      |

| Jongerenklassement |                 |                    |           |
| Plaats             | Naam            | Ploeg              | Tijd      |
| Witte trui         | Wilco Kelderman | Blanco Pro Cycling | 29u50'23" |
| 2                  | Rafał Majka     | Team Saxo-Tinkoff  | + 43"     |
| 3                  | Fabio Aru       | Astana Pro Team    | + 1'05"   |
|                    |                 |                    |           |
| 11                 | Jens Keukeleire | Orica-GreenEdge    | + 16'22"  |

| Ploegenklassement |                    |           |
| Plaats            | Ploeg              | Tijd      |
|                   | Astana Pro Team    | 88u40'51" |
| 2                 | Blanco Pro Cycling | + 34"     |
| 3                 | Sky ProCycling     | + 2'06"   |

## Uitvallers
- De Fransman Julien Bérard (AG2R-La Mondiale) is niet gestart vanwege een gebroken sleutelbeen.[1]

1e etappe ·
2e etappe ·
3e etappe ·
4e etappe ·
5e etappe ·
6e etappe ·
7e etappe ·
8e etappe ·
9e etappe ·
10e etappe ·
11e etappe ·
12e etappe ·
13e etappe ·
14e etappe ·
15e etappe ·
16e etappe ·
17e etappe ·
18e etappe ·
19e etappe ·
20e etappe ·
21e etappe
Startlijst · Eindstanden · Afbeeldingen